# Спікізі

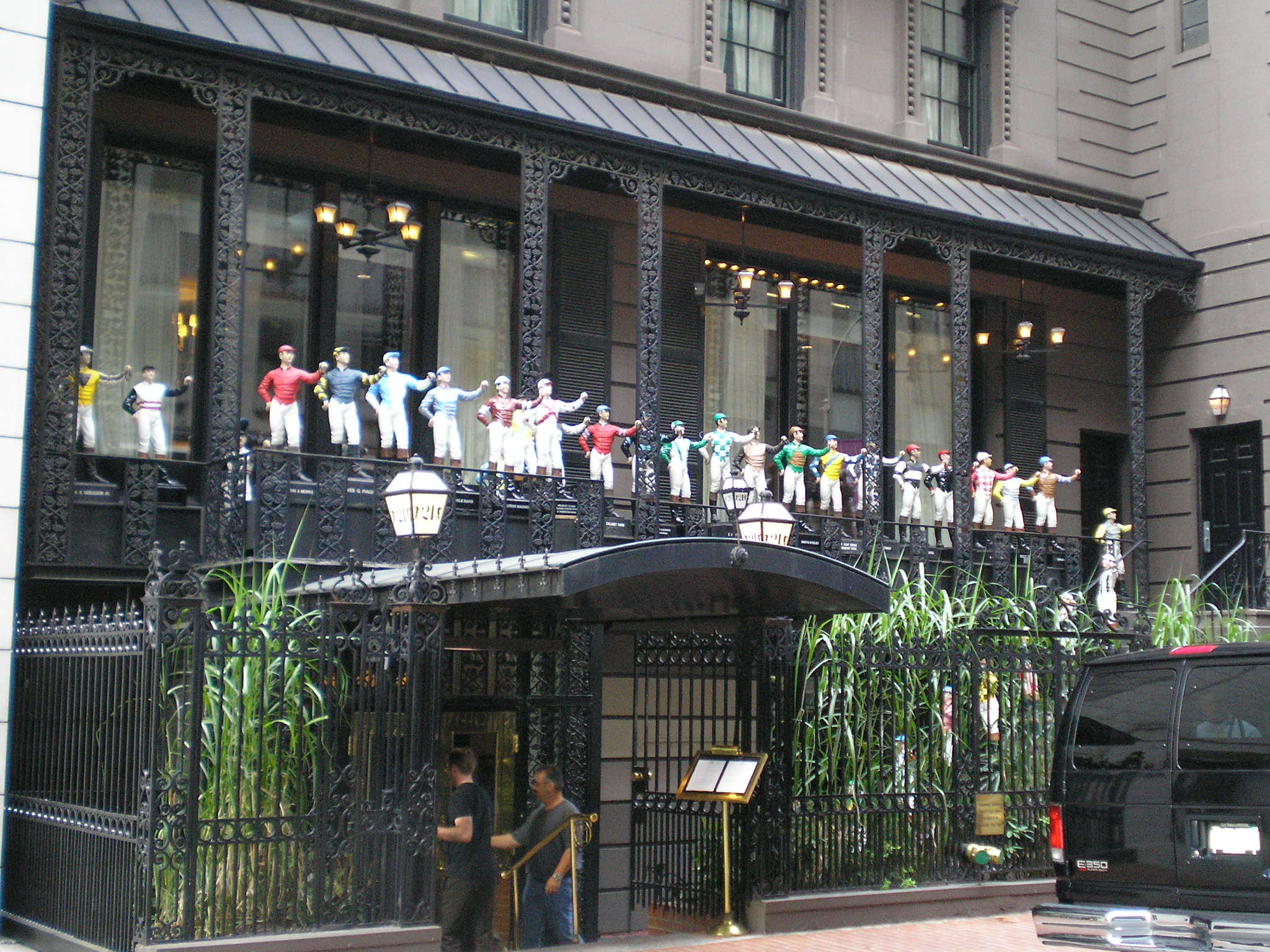
Ресторан 21 Club в Нью-Йорку був спікізі в часи сухого закону.

Спікі́зі (англ. Speakeasy також англ. blind pig) — нелегальний заклад, в якому продавалися алкогольні напої за часів сухого закону (1920—1933) в США. Спікізі значною мірою зникли після закінчення заборони в 1933 році, а цей термін нині використовується для опису барів у стилі ретро.

## Етимологія

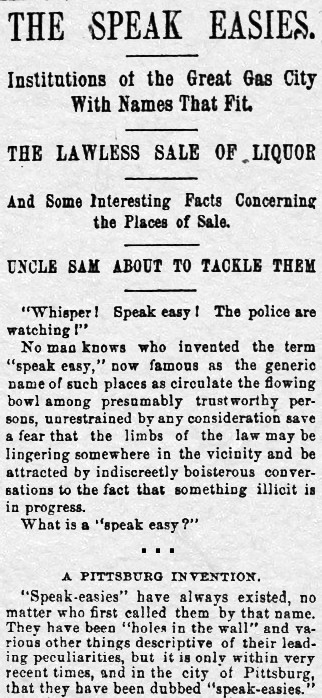
Вперше зафіксоване використання терміна Спікізі у США. The Pittsburg Dispatch, 30 червня 1889 року.

Словосполучення "speak softly shop", що означає "будинок контрабандиста", з'явилося в словнику британського сленгу, опублікованому в 1823 році. Подібна фраза "speak easy shop", що позначає місце, де здійснювались продажі неліцензованих спиртних напоїв, з'явилася в британському морському спогаді, написаному в 1844 році. Сам термін "speakeasy" (вимовляється спікізі) датується не пізніше 1837, коли стаття в газеті Sydney Herald в Австралії згадувала про: 

|  | sly grog shops, called in slang terms "speakeasy's" [sic] in this part - Boro Creek. |

У США це слово з’явилося у 1880-х роках. Найбільш раннє використання — в газеті 1889 «Unlicensed saloons in Pennsylvania are known as 'speak-easies'.» (укр. Нелегальні салуни в Пенсільванії відомі як "говори тихше") Їх так називали через практику тихої розмови про такі заклади в громадських місцях або безпосередньо під час перебування в них, щоб не привертати уваги поліції чи сусідів. Хоча, враховуючи попередні вживання, явно хибно цей термін часто пов'язують з власницею салуну Кейт Хестер, яка керувала неліцензованим баром у 1880-х роках поблизу Пітсбурга в місті Маккіспорт, штат Пенсильванія, часто кажучи своїм галасливим клієнтам «Speak easy, speak easy, boys!» (укр. Тихіше, хлопці, тихіше!), щоб уникнути уваги з боку органів влади. Багато років потому, в часи сухого закону в Америці, "спікізі" стало загальною назвою місця, де можна придбати незаконний напій.
Було придумано різні назви для спікізі. Терміни «сліпа свиня» (англ. blind pig) та «сліпий тигр» (англ. blind tiger) зародилися в США в 19 столітті. Ці назви застосовувались до закладів, які продавали алкогольні напої незаконно, й вони досі вживаються. Власник закладу (наприклад, салуна чи бару) продавав клієнтам квитки на виставу (наприклад показ сліпої свині чи іншої тварини), а потім подавав «безкоштовний» алкогольний напій, таким чином обходячи закон.